# Røvharpe
Røvharpe, propjern af særlig konstruktion. Det er snedker Frits Seiergaard, Frederikshavn, der har gjort opmærksom på dette særegne stykke værktøj, der førhen blev brugt af bygningssnedkere og tømrere, til at kradse fuger ud med før propning, fx ved isætning af vinduer og døre. Hans forklaring er at en lægtestump, ca 60 cm lang forsynes med et antal 5"-søm, eller dykker, og han mente at have set værktøjet i brug i 30-rne.
Johannes Bruun har på Fyn anvendt et lignende stykke værktøj, som han dog intet navn havde til, men som var et skaft påsat et gammelt tandhjul fra en cykel; det holdt bedre end søm, der bliver slidt for hurtigt.
Under fidusværktøj i Snedkerbogen (1958) er omtalt en røvharpe, fremstillet af 4 – 5 stykker gammel båndsavklinge. Her går den under betegnelsen...
Sådant værktøj bruges slet ikke i dag af træsmede, hvor man (stort set) ikke propper og sømmer karme, men anvender karmskruer, der ikke blot er nemmere at have med at gøre, men som, brugt rigtigt, holder bedre, fordi de går ind i stenen og ikke i fugen. Sammenlign dog juletræ. I murerfaget, hvor man netop har brug for at kradse i fuger, anvendes værktøjet stadig, ligesom ved efterisolering af hulmure, hvor man tager en mursten ud af muren strategiske steder for at pumpe isoleringsmateriale ind.

## Ekstern Henvisning
- Rasmussen, W. og Vieth-Nielsen: Snedkerbogen bind II (1958)
- Træsmedens Håndværktøj Arkiveret 16. september 2008 hos  Wayback Machine